# Planet Hollywood Las Vegas
Planet Hollywood Las Vegas Resort & Casino är både ett kasino och ett hotell som ligger utmed gatan The Strip i Paradise, Nevada i USA. Den ägs och drivs av Caesars Entertainment Corporation. Hotellet har totalt 2 567 hotellrum.
Kasinot har sitt ursprung från 1962 när New York-baserade affärsmannen Edwin S. Lowe byggde och öppnade hotellet Tally-Ho med inspiration från den brittiska Tudorstilen, han ansåg dock att det inte behövdes något kasino för att få ett lönsamt hotell. Han fick dock fel och tvingades stänga redan året därpå på grund av ej tillräcklig hög omsättning. Hotellkedjan Kings Crown Inns of America, Inc. köpte det för $7 miljoner och öppnade i november 1963 med namnet King's Crown Tally Ho. I april 1964 inledde man bygget av ett kasino och en utställningslokal men bygget av kasinot blev aldrig färdigt på grund av att Nevada Gaming Control Board reserverade sig mot att utfärda ett speltillstånd på grund av ej stabil ägargrupp. Under och efter NGCB:s utredning så förekom det interna stridigheter och rättsliga tvister som orsakade att hotellet åkte på förluster.
Den 1 januari 1966 tog kasinoveteranen Milton Prell över King's Crown Tally-Ho till en kostnad på $16 miljoner och meddelade samtidigt att hotellets tema skulle förändras och bli tusen och en natt och anläggningen skulle få namnet Aladdin från folksagan om karaktären med samma namn. Det renoverades för $3 miljoner och öppnades den 1 april samma år, Aladdin hade fått i februari speltillstånd från NGCB. I oktober inleddes det en utbyggnad av kasinot till en kostnad på $20 miljoner, det var ett höghus på 40 våningar och hade 600 hotellrum. Den 1 maj 1967 gifte sig Elvis Presley och Priscilla Presley på kasinot. Två år senare tog Parvin Dohrmann Corporation över kasinot och genomförde en renovering till en kostnad på $750 000. 1972 sålde man Aladdin till ett St. Louis-baserat konsortium för bara $5 miljoner. De nya ägarna inledde en större renovering till en kostnad på $60 miljoner och bland annat ett 19 våningar högt höghus och ett auditorium skulle uppföras i anslutning till Aladdin. 1979 stängdes Aladdin på order av Nevada Gaming Commission efter att det hade framkommit i en federal domstol i Detroit i Michigan, att kasinot hade kopplingar till Chicago-maffian. 1980 såldes Aladdin till Wayne Newton och Ed Torres för $85 miljoner, Newton sålde dock sin del bara 21 månader senare. I februari 1984 gick kasinot i konkurs och köptes 1986 av den japanska affärsmannen Ginji Yasuda för $54 miljoner, han betalade ytterligare $35 miljoner för att renovera Aladdin. I september 1988 blev Yasuda dock avsatt som kasinooperatör av Nevada Gaming Commission och han svarade med att försätta kasinot i konkurs i oktober 1989. Yasuda dog två månader senare och Aladdin sattes upp till försäljning 1990. Ett år senare blev det sålt till New Jersey-baserade Bell Atlantic-Tricon Leasing Corporation med syftet att sälja det vidare för minst $44 miljoner. I januari 1994 försökte Donald Trump att förvärva kasinot för $51 miljoner men då hade Bell Atlantic höjt sitt minimumbud till $60 miljoner och avvisade Trumps erbjudande. Senare under året köptes Aladdin av stiftelsen Sommer Family Trust men kasinot stängdes den 25 november 1997.
I februari 1998 meddelade Aladdins ägarbolag Aladdin Gaming att man hade planer på att riva den nuvarande kasinot och uppföra ett helt nytt hotell och kasino för totalt $1,3 miljarder, där Planet Hollywood skulle stå för $250 miljoner till en musikinspirerad hotell som skulle ligga bakom Aladdin. I slutet av det året hoppade Planet Hollywood av byggprojektet efter begäran från Aladdin Gaming efter det rådde osäkerhet om Planet Hollywood kunde göra en första delbetalning på $41 miljoner eller ej, detta resulterade i att Planet Hollywoods påtänkta musikinspirerade hotell åkte i malpåse. Den 27 april revs det gamla Aladdin och det nya Aladdin invigdes den 18 augusti 2000. Kasinot led av svåra finansiella problem och i september 2001 var man tvungen att ansöka om konkurs. Den 20 juni 2003 köptes Alladin av hotelloperatören Starwood Hotels and Resorts Worldwide tillsammans med Planet Hollywood. Man utförde renoveringar av kasinot i etapper och det var klart den 17 april 2007 men då med namnet Planet Hollywood Las Vegas. Den 16 januari 2010 meddelade Starwood att man kommer sälja sin del till Harrah's Entertainment (idag Caesars Entertainment Corporation), affären slutfördes officiellt den 19 februari.